# Каплиця Великомучеників Маковеїв (Лози)
Каплиця Великомучеників Маковеїв у Лозах — культова споруда в селі Лозах Вишнівецької громади Кременецького району Тернопільської области України.
Єдина в Україні каплиця Великомучеників Маковеїв.

## Відомості
Споруджена в кінці XIX — початку XX ст.
Марія Чикита розповіла: «Ця капличка споруджена на городі моєї бабусі Олександри Цісар, яка віддала землю громаді під забудову. Сама ж прожила довге та щасливе життя і померла у віці 90 років».
Щороку на свято біля святині освячують зілля та маківки.